# ديف أندرسون (لاعب كرة قاعدة)
ديف أندرسون (بالإنجليزية: Dave Anderson)‏ هو لاعب كرة قاعدة أمريكي، ولد في 10 أكتوبر 1868 في تشيستر في الولايات المتحدة، وتوفي بنفس المكان في 22 مارس 1897.

## وصلات خارجية
- ديف أندرسون على موقعبيزبول رفرنس.كوم (الدوري الرئيسي) (الإنجليزية)
- ديف أندرسون على موقعبيزبول رفرنس.كوم (الدوري الثانوي) (الإنجليزية)
- ديف أندرسون على موقع مشجعي الرسوم البيانية (الإنجليزية)